# Liste der Bodendenkmale in Hagen am Teutoburger Wald
In der Liste der Bodendenkmale in Hagen am Teutoburger Wald sind die Bodendenkmale der niedersächsischen Gemeinde Hagen am Teutoburger Wald aufgeführt. Die Quelle ist der Denkmalatlas Niedersachsen.
- Bitte beachten Sie, dass diese Liste keinen Anspruch auf Vollständigkeit erhebt.
- Die Angaben ersetzen nicht die rechtsverbindliche Auskunft der zuständigen Denkmalschutzbehörde.
- Es sind nur Daten aus dem Denkmalatlas verarbeitet.
- Der Stand der Liste ist der 24. Mai 2025.

Hagen am Teutoburger Wald im Landkreis Osnabrück

## Allgemein
In den Spalten finden sich folgende Informationen des Bodendenkmales:
| Lage         | geographische Koordinaten                                                           |
| Bezeichnung  | Bezeichnung lt. Denkmalatlas                                                        |
| Beschreibung | Beschreibung lt. Denkmalatlas                                                       |
| ID           | Objekt-ID                                                                           |
| Bild         | Bild, ggf. zusätzlich mit Link zu weiteren Fotos im Medienarchiv Wikimedia Commons. |

## Gellenbeck
| Lage                        | Bezeichnung             | Beschreibung                                                                                                 | ID       | Bild |
| --------------------------- | ----------------------- | --- | -------- | ---- |
| 52° 12′ 22″ N, 7° 58′ 21″ O | Gellenbeck 2, Grabhügel | Durchmesser ca. 18 m und Höhe ca. 1,8 m. Rund. Flache Kuppenmulde, Rand abgesetzt, Kalksteinblöcke sichtbar. | 28956945 | BW   |

## Altenhagen
| Lage                       | Bezeichnung              | Beschreibung | ID       | Bild |
| -------------------------- | ------------------------ | --- | -------- | ---- |
| 52° 12′ 11″ N, 8° 0′ 50″ O | Altenhagen 11, Grabhügel | Durchmesser ca. 8 m und Höhe ca. 0,4 – 1 m. Rund. Im nördl. Bereich der Kuppe eine flache Eingrabung, einzelne Sandsteine. | 32865102 | BW   |

## Hagen
| Lage                       | Bezeichnung         | Beschreibung | ID       | Bild |
| -------------------------- | ------------------- | --- | -------- | ---- |
| 52° 11′ 3″ N, 7° 57′ 57″ O | Hagen 1, Grabhügel  | Durchmesser ca. 8 m und Höhe ca. 0,3 m. Rund. Rand gut abgesetzt. Umlaufender Kreisgraben, gut erhalten.                              | 28948161 | BW   |
| 52° 11′ 3″ N, 7° 57′ 57″ O | Hagen 2, Grabhügel  | Durchmesser ca. 7,5 m und Höhe ca. 0,4 m. Rund. Rand gut abgesetzt. Ansatz eines Kreisgrabens im SO.                                  | 28948160 | BW   |
| 52° 11′ 5″ N, 7° 57′ 54″ O | Hagen 13, Grabhügel | Durchmesser ca. 9 m und Höhe ca. 0,3 m. Fast rund. Abgeflachte Kuppe, Tierbaue, Einkuhlungen im Randbereich. Rest eines Kreisgrabens. | 28956942 | BW   |

## Natrup-Hagen
| Lage                        | Bezeichnung                | Beschreibung | ID       | Bild |
| --------------------------- | -------------------------- | --- | -------- | ---- |
| 52° 12′ 37″ N, 7° 57′ 4″ O  | Natrup-Hagen 3, Grabhügel  | Durchmesser ca. 8 m und Höhe ca. 0,5 m. Rund. Rand schlecht abgesetzt; am O-Rand kleine Eintrichterung.                      | 28957060 | BW   |
| 52° 12′ 35″ N, 7° 57′ 17″ O | Natrup-Hagen 4, Grabhügel  | Durchmesser ca. 10 m und Höhe ca. 0,6 m. Rund. Rand abgesetzt, flache Kuppenmulde.                                           | 28957061 | BW   |
| 52° 12′ 36″ N, 7° 57′ 9″ O  | Natrup-Hagen 5, Grabhügel  | Durchmesser ca. 7 m und Höhe ca. 0,5 m. Annähernd rund. Rand gut abgesetzt.                                                  | 28957063 | BW   |
| 52° 12′ 35″ N, 7° 57′ 13″ O | Natrup-Hagen 6, Grabhügel  | Durchmesser ca. 10 m und Höhe ca. 1 m. Rund. Rand gut abgesetzt, Kuppe abgeflacht.                                           | 28957065 | BW   |
| 52° 12′ 34″ N, 7° 57′ 26″ O | Natrup-Hagen 9, Grabhügel  | Durchmesser ca. 13 m und Höhe ca. 0,7 m. Rund. Rand schwach abgesetzt. Kuppe abgeflacht. Kleinere Kalksteine bis Faustgröße. | 28957064 | BW   |
| 52° 12′ 35″ N, 7° 57′ 15″ O | Natrup-Hagen 10, Grabhügel | Durchmesser ca. 10 m und Höhe ca. 0,7 m. Rund. Rand gut abgesetzt. Kuppenmulde.                                              | 28957066 | BW   |
| 52° 12′ 35″ N, 7° 57′ 23″ O | Natrup-Hagen 11, Grabhügel | Durchmesser ca. 6 m und Höhe ca. 0,3 m. Rund. Randbereiche auslaufend, im S von Waldweg überzogen.                           | 28957069 | BW   |